# Tetragonia macrocarpa
Tetragonia macrocarpa là một loài thực vật có hoa trong họ Phiên hạnh. Loài này được Phil. miêu tả khoa học đầu tiên năm 1860.